# Grand Prix na Żużlu 2014
Grand Prix IMŚ 2014 (SGP) – dwudziesty sezon walki najlepszych żużlowców świata o medale w formule Grand Prix. W sezonie 2014 o tytuł walczyło 15 stałych uczestników cyklu (w każdym z turniejów GP wystąpi dodatkowo zawodnik z „dziką kartą”).

## Uczestnicy Grand Prix
Pierwszy raz w historii cyklu Grand Prix stali uczestnicy mieli prawo wyboru własnych numerów startowych. Mistrzowi świata 2013 przyznano z urzędu numer 1. Zawodnicy z wybranymi numerami w sezonie 2014 wystartują we wszystkich turniejach (ośmiu z Grand Prix 2013, trzech z eliminacji do GP 2013 oraz czterech nominowanych przez Komisję Grand Prix; ang. SGP Commission). Dodatkowo na każdą rundę Komisja Grand Prix przyznaje „dziką kartę” oraz dwóch zawodników zapasowych (rezerwy toru). Zawodnicy z czołowych miejsc z eliminacji do GP 2013 (nie premiowanych awansem) zostaną przez Komisję Grand Prix wpisani na listę kwalifikowanej rezerwy (zawodnicy kwalifikowanej rezerwy), który w wyniku np. kontuzji zastąpią stałego uczestnika cyklu w danej rundzie.

### Stali uczestnicy
- (1)  Tai Woffinden – mistrz świata 2013
- (33)  Jarosław Hampel – wicemistrz świata 2013
- (88)  Niels Kristian Iversen – II wicemistrz świata 2013, 1. miejsce w GP Challenge 2013
- (45)  Greg Hancock – 4. miejsce w Grand Prix 2013
- (5)  Nicki Pedersen – 5. miejsce w Grand Prix 2013
- (89)  Emil Sajfutdinow – 6. miejsce w Grand Prix 2013[1]
- (55)  Matej Žagar – 7. miejsce w Grand Prix 2013
- (43)  Darcy Ward – 8. miejsce w Grand Prix 2013
- (–)  Tomasz Gollob – stała dzika karta[2]
- (507)  Krzysztof Kasprzak – 2. miejsce w GP Challenge 2013
- (66)  Fredrik Lindgren – stała dzika karta
- (23)  Chris Holder – stała dzika karta
- (100)  Andreas Jonsson – stała dzika karta
- (91)  Kenneth Bjerre – 3. miejsce w GP Challenge 2013
- (84)  Martin Smolinski – 4. miejsce w GP Challenge 2013
- (37)  Chris Harris – 1. stały rezerwowy
- (75)  Troy Batchelor – 2. stały rezerwowy
- (16) – dzika karta
- (17) – rezerwa toru
- (18) – rezerwa toru

### Stali rezerwowi
- (19)  Chris Harris – 5. miejsce w GP Challenge 2013
- (20) (19)  Troy Batchelor – 6. miejsce w GP Challenge 2013
- (21) (20) (19)  Michael Jepsen Jensen – 7. miejsce w GP Challenge 2013

Uwaga: z turnieju GP Challenge 2013 awansowali zawodnicy z miejsc 2–4, gdyż zwycięzca turnieju, Niels Kristian Iversen, do cyklu Grand Prix 2014 awansował jako medalista z roku 2013.

## Kalendarz 2014
| Lp. | Data            | Grand Prix        | Stadion                      | Miasto              | Zwycięzca                                |        |
| --- | --------------- | ----------------- | ---------------------------- | ------------------- | ---------------------------------------- | ------ |
| 1   | 5 kwietnia      | Nowej Zelandii    | Western Springs Stadium      | Auckland            | Martin Smolinski                         | Wyniki |
| 2   | 26 kwietnia     | Europy            | Stadion Polonii Bydgoszcz    | Bydgoszcz           | Krzysztof Kasprzak                       | Wyniki |
| 3   | 17 maja         | Finlandii         | Ratinan Stadion              | Tampere             | Matej Žagar                              | Wyniki |
| 4   | 31 maja         | Czech             | Stadion Markéta              | Praga               | Tai Woffinden                            | Wyniki |
| 5   | 14 czerwca      | Szwecji           | Målilla Motorstadion         | Malilla             | Tai Woffinden                            | Wyniki |
| 6   | 28 czerwca      | Danii             | Parken                       | Kopenhaga           | Niels Kristian Iversen                   | Wyniki |
| 7   | 12 lipca        | Wielkiej Brytanii | Millennium Stadium           | Cardiff             | Greg Hancock                             | Wyniki |
| 8   | 16 sierpnia     | Łotwy             | Biķernieku spīdveja stadions | Ryga                | zawody zostały przeniesione do Dyneburga | Wyniki |
| 8   | 17 sierpnia     | Łotwy             | Latvijas Spidveja Centrs     | Dyneburg            | Krzysztof Kasprzak                       | Wyniki |
| 9   | 30 sierpnia     | Polski I          | Stadion im. Edwarda Jancarza | Gorzów Wielkopolski | Bartosz Zmarzlik                         | Wyniki |
| 10  | 13 września     | Nordyckie         | Vojens Speedway Center       | Vojens              | Andreas Jonsson                          | Wyniki |
| 11  | 27 września     | Skandynawii       | Friends Arena                | Solna               | Jarosław Hampel                          | Wyniki |
| 12  | 11 października | Polski II         | Motoarena Toruń              | Toruń               | Krzysztof Kasprzak                       | Wyniki |

## Wyniki i klasyfikacje
| Zawodnik zakwalifikowany do przyszłorocznego GP |
| Stali uczestnicy                                |
| Dzika karta, stali rezerwowi, rezerwa toru      |

| Lp.                         | Zawodnik                    | Suma | NZL | EUR | FIN | CZE | SWE | DNK | GBR | LAT | PL1 | NOR | SCA | PL2 |
| 1                           | (45) Greg Hancock           | 140  | 6   | 16  | 12  | 12  | 16  | 11  | 14  | 16  | 9   | –   | 15  | 13  |
| 2                           | (507) Krzysztof Kasprzak    | 132  | 17  | 18  | –   | 7   | 0   | 7   | 10  | 17  | 16  | 12  | 11  | 17  |
| 3                           | (5) Nicki Pedersen          | 121  | 19  | 5   | 10  | 10  | 11  | 5   | 8   | 18  | 7   | 8   | 6   | 14  |
| 4                           | (1) Tai Woffinden           | 121  | 7   | 5   | 16  | 18  | 17  | 9   | 18  | 8   | –   | 7   | 7   | 9   |
| 5                           | (55) Matej Žagar            | 114  | 6   | 6   | 15  | 16  | 10  | 7   | 6   | 9   | 16  | 6   | 12  | 5   |
| 6                           | (100) Andreas Jonsson       | 103  | 7   | 10  | 7   | 7   | 4   | 6   | 8   | 6   | 4   | 15  | 12  | 17  |
| 7                           | (23) Chris Holder           | 100  | 11  | 11  | 10  | 8   | 15  | –   | –   | 6   | 9   | 10  | 13  | 7   |
| 8                           | (33) Jarosław Hampel        | 98   | 8   | 14  | 7   | 2   | 13  | 10  | 5   | 4   | 0   | 3   | 21  | 11  |
| 9                           | (75) Troy Batchelor         | 91   | 4   | 4   | 10  | 3   | 5   | 20  | 3   | 8   | 9   | 13  | 6   | 6   |
| 10                          | (66) Fredrik Lindgren       | 90   | 13  | 5   | 12  | 8   | 5   | 4   | 10  | 6   | 6   | 9   | 9   | 3   |
| 11                          | (88) Niels Kristian Iversen | 87   | 6   | 10  | 6   | 13  | 11  | 16  | 12  | 7   | 6   | –   | –   | –   |
| 12                          | (84) Martin Smolinski       | 81   | 15  | 7   | 9   | 6   | 3   | 5   | 8   | 6   | 5   | 6   | 7   | 4   |
| 13                          | (91) Kenneth Bjerre         | 79   | 11  | 4   | 3   | 4   | 10  | 3   | 4   | 11  | 10  | 10  | 1   | 8   |
| 14                          | (43) Darcy Ward             | 75   | 5   | 16  | 8   | 16  | 6   | 9   | 15  | –   | –   | –   | –   | –   |
| 15                          | (37) Chris Harris           | 48   | 0   | 2   | 4   | 6   | 5   | 3   | 6   | 3   | 6   | 5   | 4   | 4   |
| 16                          | (19) Michael Jepsen Jensen  | 42   | –   | –   | –   | –   | –   | 8   | 9   | –   | 14  | 7   | 4   | 0   |
| 17                          | (16) Peter Kildemand        | 33   | –   | –   | –   | –   | –   | 15  | –   | –   | –   | 18  | –   | –   |
| 18                          | (16) Bartosz Zmarzlik       | 17   | –   | –   | –   | –   | –   | –   | –   | –   | 17  | –   | –   | –   |
| 19                          | (16) Adrian Miedziński      | 14   | –   | 5   | –   | –   | –   | –   | –   | –   | –   | –   | –   | 9   |
| 20                          | (17) Ķasts Puodžuks         | 10   | –   | –   | –   | –   | –   | –   | –   | 10  | –   | –   | –   | –   |
| 21                          | (20) Maciej Janowski        | 7    | –   | –   | –   | –   | –   | –   | –   | –   | –   | –   | –   | 7   |
| 21                          | (16) Peter Ljung            | 7    | –   | –   | –   | –   | 7   | –   | –   | –   | –   | –   | –   | –   |
| 21                          | (18,20) Mikkel Bech         | 7    | –   | –   | –   | –   | –   | ns  | –   | –   | –   | 7   | –   | –   |
| 21                          | (16) Thomas H. Jonasson     | 7    | –   | –   | –   | –   | –   | –   | –   | –   | –   | –   | 7   | –   |
| 25                          | (16) Joonas Kylmäkorpi      | 5    | –   | –   | 5   | –   | –   | –   | –   | –   | –   | –   | –   | –   |
| 26                          | (17) Paweł Przedpełski      | 4    | –   | –   | –   | –   | –   | –   | –   | –   | –   | –   | –   | 4   |
| 26                          | (17) Kauko Nieminen         | 4    | –   | –   | 4   | –   | –   | –   | –   | –   | –   | –   | –   | –   |
| 28                          | (16) Andžejs Ļebedevs       | 3    | –   | –   | –   | –   | –   | –   | –   | 3   | –   | –   | –   | –   |
| 28                          | (20) Kim Nilsson            | 3    | –   | –   | –   | –   | –   | –   | –   | –   | –   | –   | 3   | –   |
| 30                          | (17) Adrian Cyfer           | 2    | –   | –   | –   | –   | –   | –   | –   | –   | 2   | –   | –   | –   |
| 30                          | (18) Łukasz Kaczmarek       | 2    | –   | –   | –   | –   | –   | –   | –   | –   | 2   | –   | –   | –   |
| 30                          | (16) Václav Milík           | 2    | –   | –   | –   | 2   | –   | –   | –   | –   | –   | –   | –   | –   |
| 30                          | (16) Jason Bunyan           | 2    | 2   | –   | –   | –   | –   | –   | –   | –   | –   | –   | –   | –   |
| 30                          | (16) Craig Cook             | 2    | –   | –   | –   | –   | –   | –   | 2   | –   | –   | –   | –   | –   |
| 35                          | (18) Lasse Bjerre           | 1    | –   | –   | –   | –   | –   | –   | –   | –   | –   | 1   | –   | –   |
| 36                          | (17) Andrew Aldridge        | 0    | 0   | –   | –   | –   | –   | –   | –   | –   | –   | –   | –   | –   |
| 36                          | (17) Linus Sundström        | 0    | –   | –   | –   | –   | 0   | –   | –   | –   | –   | –   | –   | –   |
| 36                          | (18) Dennis Andersson       | 0    | –   | –   | –   | –   | 0   | –   | –   | –   | –   | –   | –   | –   |
| 36                          | (17) Mikkel Michelsen       | 0    | –   | –   | –   | –   | –   | 0   | –   | –   | –   | –   | –   | –   |
| 36                          | (17) Nikolaj Busk Jakobsen  | 0    | –   | –   | –   | –   | –   | –   | –   | –   | –   | 0   | –   | –   |
| 36                          | (17) Oskar Fajfer           | 0    | –   | –   | –   | –   | –   | –   | –   | –   | –   | –   | –   | 0   |
| Zawodnicy niesklasyfikowani |                             |      |     |     |     |     |     |     |     |     |     |     |     |     |
|                             | (18) Grant Tregoning        | —    | ns  | –   | –   | –   | –   | –   | –   | –   | –   | –   | –   | –   |
|                             | (17) Szymon Woźniak         | —    | –   | ns  | –   | –   | –   | –   | –   | –   | –   | –   | –   | –   |
|                             | (18) Paweł Przedpełski      | —    | –   | ns  | –   | –   | –   | –   | –   | –   | –   | –   | –   | –   |
|                             | (18) Juha Hautamäki         | —    | –   | –   | ns  | –   | –   | –   | –   | –   | –   | –   | –   | –   |
|                             | (17) Zdeněk Holub           | —    | –   | –   | –   | ns  | –   | –   | –   | –   | –   | –   | –   | –   |
|                             | (18) Michal Škurla          | —    | –   | –   | –   | ns  | –   | –   | –   | –   | –   | –   | –   | –   |
|                             | (17) Ben Barker             | —    | –   | –   | –   | –   | –   | –   | ns  | –   | –   | –   | –   | –   |
|                             | (18) Jason Garrity          | —    | –   | –   | –   | –   | –   | –   | ns  | –   | –   | –   | –   | –   |
|                             | (18) Vjačeslavs Giruckis    | —    | –   | –   | –   | –   | –   | –   | –   | ns  | –   | –   | –   | –   |
|                             | (17) Oliver Berntzon        | —    | –   | –   | –   | –   | –   | –   | –   | –   | –   | –   | ns  | –   |
|                             | (18) Jacob Thorssell        | —    | –   | –   | –   | –   | –   | –   | –   | –   | –   | –   | ns  | –   |
| Lp.                         | Zawodnik                    | Suma | NZL | EUR | FIN | CZE | SWE | DNK | GBR | LAT | PL1 | NOR | SCA | PL2 |